# El cáliz de plata
El cáliz de plata (The Silver Chalice) es una película épica histórica estadounidense de 1954 dirigida y producida por Victor Saville, basada en la novela de Thomas B. Costain de 1952 del mismo nombre. Fue la última película de Saville y marcó el debut como actor de Paul Newman, que fue propuesto como candidato a un Globo de Oro por su actuación. A pesar de ello, Newman la calificó más tarde como "la peor película producida en la década de 1950" y cuando fue emitida por televisión por primera vez en 1966, publicó un anuncio en un periódico de Hollywood disculpándose por su actuación y recomendando no verla, lo que resultó contraproducente, y la trasmisión obtuvo altos índices de audiencia.
 Actualmente es uno de los varios clásicos  vistos en Semana Santa.

## Argumento
Un artesano griego de Antioquía recibe el encargo de esculpir la copa de Cristo en plata y tallar sobre ella los rostros de los discípulos y el mismo Jesús. Viaja a Jerusalén y, finalmente, a Roma para completar la tarea. Mientras tanto, un entrometido hombre llamado Simón el Mago (rival de Simón Pedro), está tratando de convencer a las multitudes de que él es el nuevo Mesías usando nada más que trucos de salón baratos.

## Reparto
- Paul Newman como Basil
- Virginia Mayo como Helena
- Pier Angeli como Deborah
- Jack Palance como Simón el mago
- Lorne Greene como Simón Pedro
- Walter Hampden como José de Arimatea
- Joseph Wiseman como Mijamin
- Alexander Scourby como Lucas
- David J. Stewart como Adam
- Herbert Rudley como Linus
- Jacques Aubuchon como Nerón
- E.G. Marshall como Ignatius
- Michael Pate como Aaron
- Natalie Wood como Helena joven
- Peter Raynolds como Basil joven
- Mort Marshall como Benjie
- Booth Colman como Hiram
- Terence De Marney como Sosthene
- Robert Middleton como Idbash
- Ian Wolfe como Theron
- Lawrence Dobkin como Ephraim
- Philip Tonge como Ohad
- Albert Dekker como Kester
- Strother Martin como padre
- Beryl Machin como Eulalia